# 페슈트센틀뢰린츠페슈트센팀레
부다페스트 18구(헝가리어: Budapest XVIII. kerülete), 페슈트센틀뢰린츠페슈트센팀레(헝가리어: Pestszentlőrinc-Pestszentimre)는 헝가리 부다페스트를 구성하는 23개의 구 중 하나다.